# سرجو ناسکا
سرجو ناسکا (انگلیسی: Sergio Nasca؛ ‏ ۱ اوت ۱۹۳۷ – ۱۴ اوت ۱۹۸۹) کارگردان فیلم و فیلم‌نامه‌نویس اهل ایتالیا بود.
از فیلم‌هایی که وی در آن‌ها نقش داشته‌است، می‌توان به بهیار و دانونزیو اشاره نمود.